# Battle Ace
Battle Ace ist 3D-Shoot-’em-up-Computerspiel, welches 1989 als Launchtitel für die Spielkonsole SuperGrafx erschien.

## Spielprinzip und Technik
Ziel des Spiels ist es sieben Level bzw. Planeten mitsamt Endgegner zu überstehen. Zur Auswahl stehen zwei verschiedene Waffen mit unbegrenzter Munition. Ein Radar hilft bei der Erfassung von Feinden. Der Spieler hat drei Leben, alle 20.000 Punkte gibt es ein extra Leben. Verliert man ein Leben, beginnt man im gleichen Level, aber man wird ein wenig im Level zurückgesetzt. Sind alle Leben verloren, heißt es "Game Over". Freilich sollte ein möglichst hoher Highscore erreicht werden.
Das Spielprinzip erinnert an After Burner.

## Rezeption
Das Spiel erhielt durchschnittliche Kritiken, die ASM 4/90 vergab 5/12 (Grafik 9/12, Sound 10/12) und die Power Play 8/90 79 % (Grafik 79 %, Sound 59 %). Während die technische Umsetzung gelobt wurde bemängelte man das monotone Spielprinzip und den hohen Schwierigkeitsgrad.